# Fourteen Words

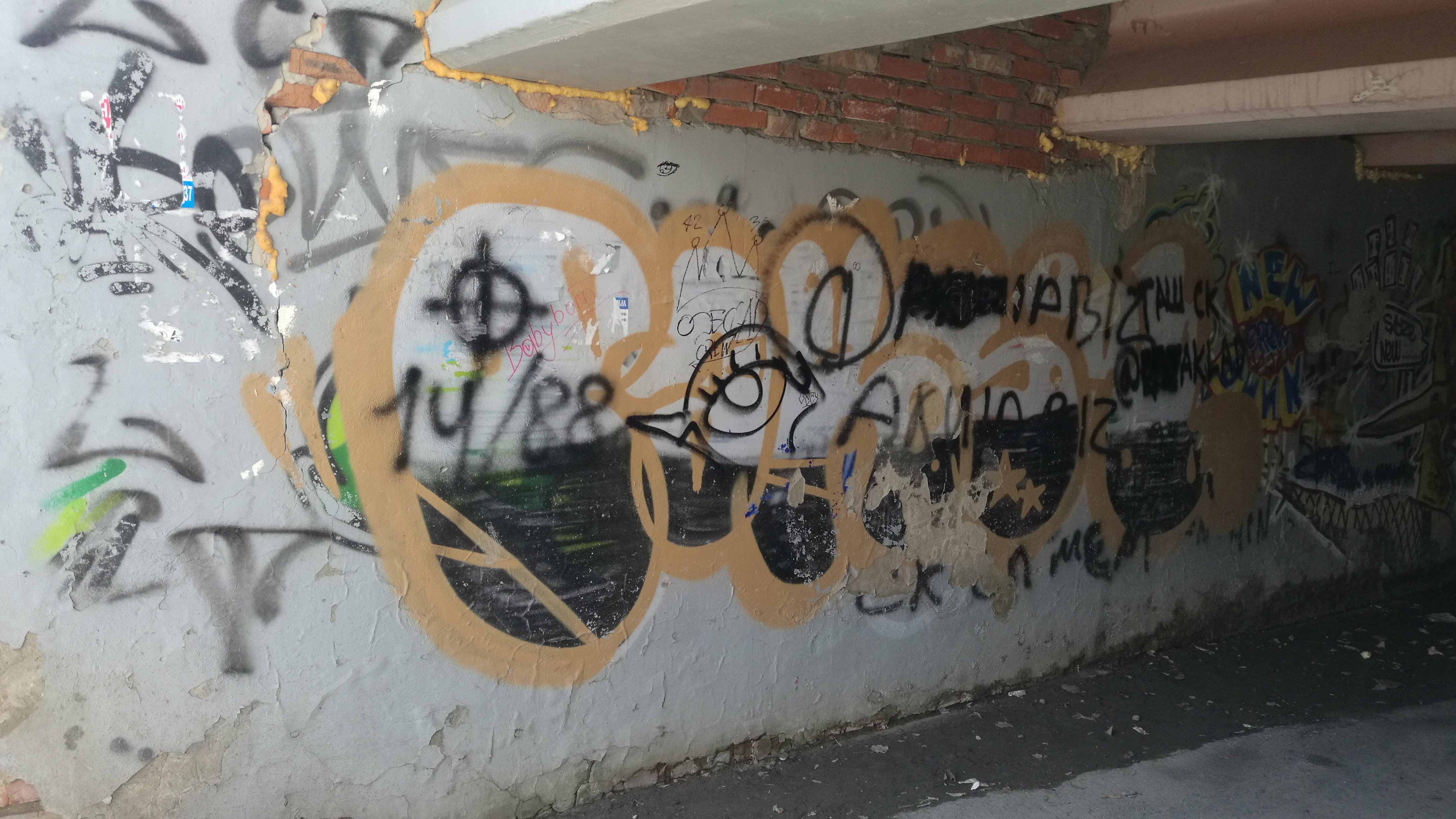
Viaduc de Permiakov. Tioumen, Russie.

Fourteen Words, littéralement « Quatorze mots », est une expression représentant le contenu du slogan de l'écrivain suprémaciste blanc américain David Lane : « We must secure the existence of our people and a future for white children » (« Nous devons préserver l'existence de notre peuple et l'avenir des enfants blancs »),.
Cette expression peut aussi faire référence à une autre phrase comportant également quatorze mots : « Because the beauty of the White Aryan women must not perish from the earth. » (« Car la beauté des femmes aryennes blanches ne doit pas disparaître de la terre. »),.
Ces quatorze mots sont repris par les tenants du White Power depuis les années 1980. Divers T-shirts, albums et bijoux sont ornés du nombre « 14 » en référence à ces « 14 mots ». Les nationalistes blancs, les néonazis et les suprémacistes combinent parfois le nombre 14 avec le nombre 88 — également un dog whistle —, comme dans « 14/88 » ou « 1488 »,,.